# Mezei zsurló
A mezei zsurló (Equisetum arvense) évelő növény, amelynek gyöktörzse van (rizóma); az északi féltekén honos. Székelyföldön, Csík környékén fentőfűnek nevezik.

## Élőhelye, elterjedése
Vízigényes növény. Nedves réteken, szántókon, erdőszéleken, árok- és patakpartokon él. Gyakran gyomként terjed a nedves, belvizesedésre hajlamos szántóföldi kultúrákban.
Az egész északi féltekén gyakori faj: Észak-Amerika, Európa, India, Irán. Ritka, de a déli féltekén is jelen van:  Argentina, Brazília, Chile, Madagaszkár, Indonézia, Ausztrália és Új-Zéland. Magyarországon a leggyakoribb zsurlófaj.

## Alfaja
- Equisetum arvense subsp. alpestre (Wahlenb.) Schonswetter & Elven – szinonimája: Equisetum arvense var. alpestre Wahlenb.

## Megjelenése
Gyöktörzse feketés, 2-3 méter hosszúságot is eléri, gömbölyded gumók fejlődhetnek ki rajta. Két hajtása van: generatív és vegetatív. A generatív hajtás tavasszal (március-április) jelenik meg, 15-30 cm hosszú, 3-5 mm vastag. Nem elágazó szárú, világos barnás-vöröses színű. A szár tagolt, lándzsa alakú levelei harang alakú hüvelyekben 8-16-osával nőnek össze, hosszuk 2 cm. A hajtás csúcsán található a spóratermő kalász, melynek hossza 3 cm, átmérője 8 mm. A spóraérés után a generatív hajtás eltűnik, helyét átveszi a vegetatív hajtás (május-június). Ez 20-50 cm magas, fotoszintetizáló zöld hajtás, melynek nóduszaiból több barázdált ág bontakozik ki, körkörösen. A nóduszt apró, 5–12 mm hosszú pikkelyszerű levelek veszik körül. Az internódiumok bordázottak. A generatív hajtás spóratartójából kiszóródó spórákból megfelelő körülmények között telepes szerveződésű, fotoszintetizáló, sallangos női és lemezes hím előtelepek fejlődnek, melyek ivarszerveiben termelődnek az ivarsejtek. A petesejt megtermékenyülése után kezdődik az új ivartalan nemzedék fejlődése.

## Felhasználása
Begyűjtése májustól júliusig tart, szárát a talajtól 5-6 cm-re vágják le. A növény számos gyógyászatban felhasználható anyagot tartalmaz. Gazdag ásványi anyagokban – szilícium (10%), kálium és kalcium –, amelyek vízhajtó tulajdonságaiért felelősek.

## Gyógyhatásai

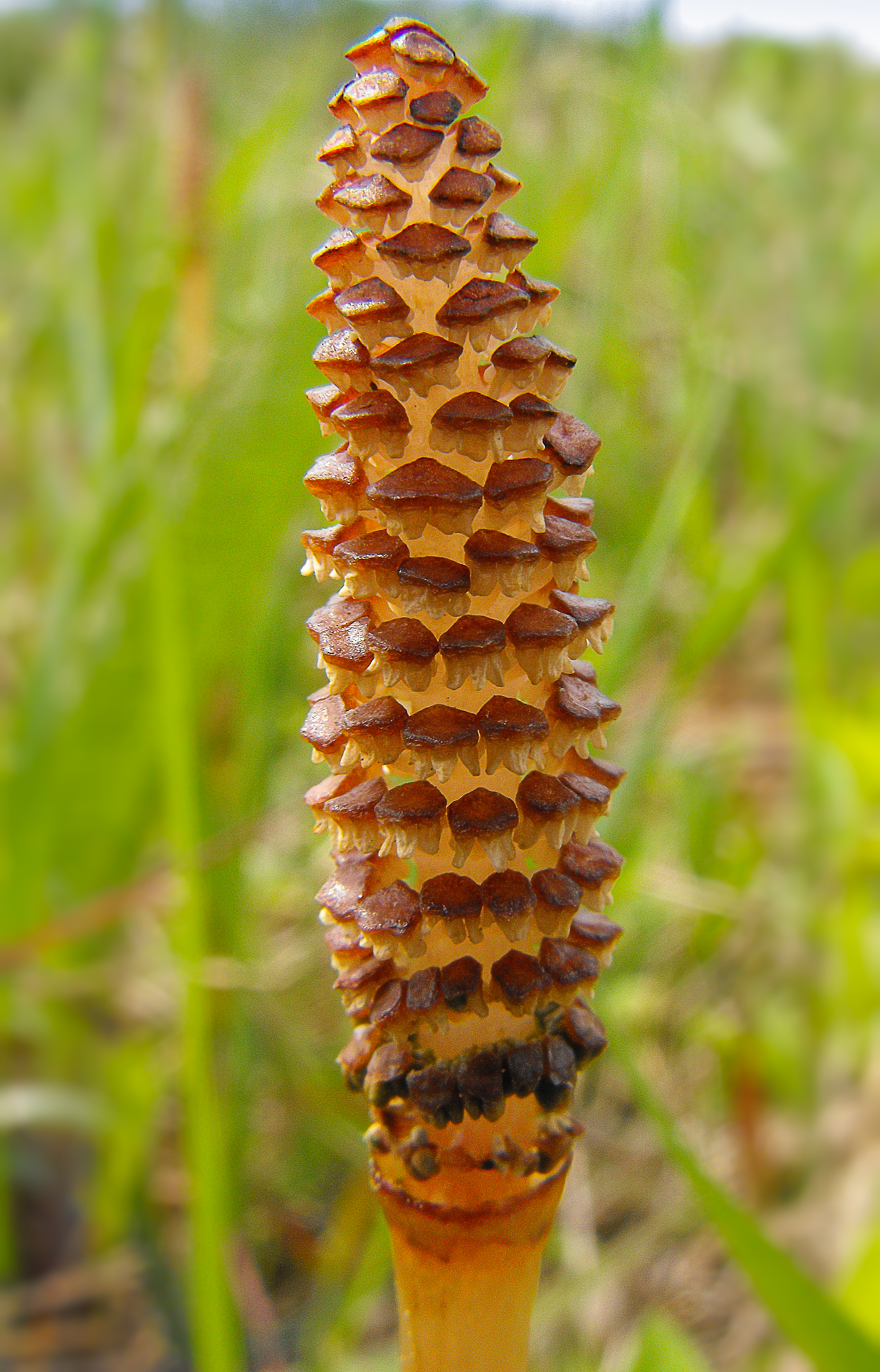
Mezei zsurló spórafüzér

A kötőszövetek, polipok és vérzések kezelésére használják. Gyógyteáit vese-, húgyhólyag-, emésztőrendszeri és prosztatabetegségek kezelésére alkalmazzák.
Közismert vérzéscsillapító, orrvérzések kezelésére használják. Húgyúti fertőzéseknél, valamint ödémás lábaknál hatásos gyógyír. Fogíny-, szájüregi- és torokgyulladásnál gargalizátuma hatékonyan segít. Gyenge, törékeny köröm és hajhullás esetében is alkalmazzák, mivel a benne lévő kovasav sok szilíciumot tartalmaz, ami az emberi szervezet számára létfontosságú elem. A népi gyógyászatban köhögés elleni hatása miatt alkalmazták, de reuma és köszvény ellen is. Egyes adatok szerint a szervezet ellenálló-képességét fokozó hatása van, és segíti a sebgyógyulást.
Mezei zsurlótea: Csészénként 1 púpozott teáskanál mezei vagy erdei zsurlót 2,5 dl vízzel leforrázunk, 1-2 percig állni hagyjuk, majd leszűrjük. Naponta 1-2 csészényit forrón kortyolgatunk el belőle.
Gargarizáláshoz: Orbáncfűvel keverve a mandula- és a szájnyálkahártya gyulladása, szájpenész, fogínyvérzés vagy -gyulladás, krónikus hörghurut esetén naponta többször használjuk.
Erősebb főzet: csészénként 2-3 púpozott teáskanál 2,5 dl forró vízzel. Tüdő-, méh-, aranyér-, gyomor- vagy orrvérzés esetén alkalmazzuk.
Vesehomok, vese- és hólyagkő esetén forró ülőfürdőt kell venni, közben meleg zsurlóteát kortyolgatni. A vizeletet visszatartjuk, hogy végül erős nyomással kipréseljük magunkból. Ily módon legtöbbször a kövek is távoznak. Vesemedence-gyulladás és -gennyesedés esetén már egyetlen zsurló-ülőfürdő rendezheti az enyhébb eseteket. Ehhez, csak külső használatra igénybe vehetünk óriási zsurlót is, amelynek ujjnyi vastag szára van, és amely mocsaras réteken, meszes talajon terem. Ez azonnal segít.
Ülőfürdő készítése: 100 gramm zsurlót éjszakára hideg vízben áztatunk, másnap felforraljuk és a fürdővízhez öntjük. A víznek el kell lepnie a vese tájékát. Fürdési idő 20 perc. Nem kell megtörülközni, nedvesen fürdőköpenybe burkolózunk és az ágyban egy órán át gőzöljük magunkat.
A japánok és a koreaiak zöldségként fogyasztják a hagyományosan tavaszszimbólumnak tekintett generatív hajtást.

## Figyelmeztetés
Egyes állatokra, főleg a lovakra, mérgező hatása van.